# Susana Diazayas
Susana Diazayas  (Mexikó, 1979. február 26. –) mexikói színésznő.

## Élete és pályafutása
1979. február 26-án született Mexikóban. 
Karrierjét 2004-ben kezdte. 2005-ben Valeria Valladolid szerepét játszotta a Barrera de amor című telenovellában. 2006-ban a Las dos caras de Anában vett részt. 2010-ben A szerelem diadala című telenovellában Naty szerepét játszotta. 2012-ben a Que bonito amorban megkapta Wendy szerepét.

## Filmográfia

### Televízió
- La rosa de Guadalupe
- Todos Son Ángeles .... Astrid
- Después, El Cielo .... Irasema
- Decisiones
- Por Amor a mi Hija - Valentina

#### Telenovellák
- Veronica aranya (Lo imperdonable) (2015) .... Gaby
- Por siempre mi amor (2014)... Leticia
- Que bonito amor (2012-2013) ... Wendy Martínez de las Garzas Trevino
- Esperanza del corazón (2012)
- A szerelem diadala (Triunfo del amor) (2010-2011)... Natalia 'Naty' Duval
- Időtlen szerelem (2010)... Inés Fonseca (fiatal)
- Los simuladores (2009)
- Hasta que el dinero nos separe (2009) ... Cristina 'Cristy'
- El juramento (2008) ... Rosita
- Vecinos (2008)
- Las dos caras de ana (2006) ... Sofía Ortega
- Barrera de amor (2005) ... Valeria Valladolid Galván
- Rubí, az elbűvölő szörnyeteg (Rubí) (2004) .... Carmen
- Misión S.O.S. (2004) ... Daniela